# Province de Qazvin

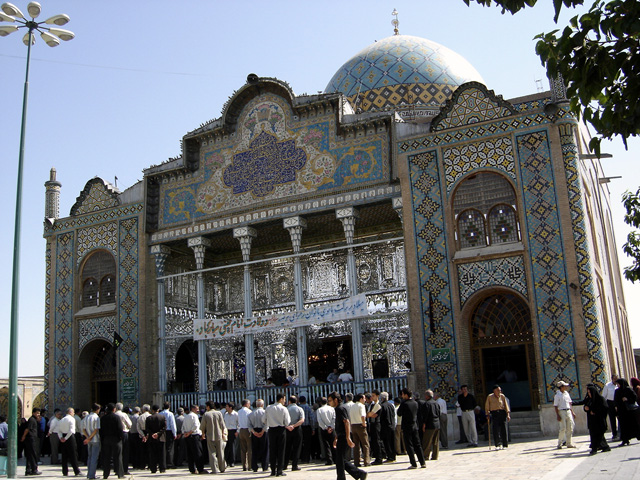
La province de Qazvin contient des exemples d'architecture iranienne de différents époques.

Comtés de Qazvin

La province de Qazvin est l'une des 31 provinces d'Iran. Elle est située dans le nord-ouest du pays, et sa capitale est Qazvin. La province fut créée en 1996 en séparant une partie de la Province de Zanjan. La province a 20 villes d'importance : Qazvin, Takestan, Abyek, Booin Zahra, Eqhbalieh, Mohammadieh, Alvand, Isfarvadin, Mahmood Abad Nemooneh, Khoram Dasht, Zia Abad, Abhar, Avaj, Shal, Danesfahan, Abgarm, Ardagh, Moallem Kelayeh, Razmian Kouhin, Bidestan et Ziaran sous forme de quatre départements contenant 18 sections, 44 districts ruraux et 1 542 villages. 
La population de la province était de plus de un million de personnes en 2003 desquels 62 % vivent en ville et 38 % en zones rurales. Le ratio hommes-femmes est de 50,7 % d'hommes pour 49,3 % de femmes. 99,6 % de la population de la province est musulmane et les 0,4 % restants appartiennent à d'autres religions. Le taux d'alphabétisation est de 82 %, ce qui représente le 7e rang en Iran.

## Géographie et climat
La province couvre une superficie de 15 821 km2. La province est entourée au nord par le Mazandaran et le Gilan, à l'ouest par les provinces de Hamedan et de Zanjan, au sud par la province de Markazi et à l'est par la Province de Téhéran.
Les montagnes les plus célèbres de la province sont : Sialan, Shah Alborz, Khashchal, Sephidkouh, Shoja e din, Alehtareh, Ramand, Agh dagh, Kharaghan, Saridagh, Soltan pir, et Siahkouh, desquelles le Sialan avec une altitude de 4 175 m et le Shah Alborz avec 4 056 m sont les plus hautes. Toutes font partie de la chaîne centrale de l'Elbourz. Le point le plus bas de la province est à Tarom e Sofla. 
Le climat de la province dans les parties les plus au nord est froid et voit des chutes de neige en hiver, et tempéré en été. Dans les parties du sud, le climat est modéré avec des hivers froids et des étés chauds.

## Histoire
Qazvin fut une capitale de l'ancien Empire perse et la province contient plus de 2 000 sites archéologiques et architecturaux.
Des fouilles archéologiques dans la plaine de Qazvin révèlent l'existence d'installations humaines organisées en villes datant d'environ 7000 av. J.-C. Le nom "Qazvin" ou "Kasbin" vient de Cas, une tribu antique qui vivait au sud de la Mer Caspienne il y a des millénaires. Qazvin se rencontre aussi au cours de l'histoire sous la forme de Kazvin, Kasvin, et Casbin dans les textes occidentaux. Le nom de la Mer Caspienne dériverait aussi de cette origine. Qazvin connecte Téhéran, Esfahan et le Golfe Persique au littoral de la Caspienne et à l'Asie Mineure, expliquant ainsi sa position stratégique à travers les âges.
Qazvin fut le lieu de développements historiques au cours de l'histoire iranienne. Au début de l'époque Islamique en Iran, Qazvin servait de base aux forces arabes. Détruite par Genghis Khan (XIIIe siècle), les monarques Safavides ont fait de la ville de Qazvin la capitale de l'empire en 1548 puis ont déplacé la capitale à Esfahan en 1598. Pendant la dynastie Qajare et la période contemporaine, Qazvin a toujours été un des centres gouvernemental les plus importants grâce à sa proximité avec Téhéran. 
Bombardée et occupée par les forces russes pendant les deux guerres mondiales, Qazvin fut le lieu d'où partit le coup d'État qui permettrait l'accès au pouvoir de la dynastie Pahlavi en 1921. Qazvin est aussi située près d'Alamut, d'où opérait le célèbre Hassan al Sabah', fondateur de l'ordre secret ismaélite des Haschischins. Qazvin a su survivre à tous ces bouleversements, ayant de nos jours une population de 290 000 personnes (en 1996).

## Attractions Qazvini
La province de Qazvin possède plusieurs fouilles archéologiques datant d'il y a 9 000 ans. Il y a aussi 23 châteaux des Haschischins ismaélites. 
Au milieu de la ville de Qazvin reposent les ruines de Meimoon Ghal'eh, un des édifices Sassanides de cette région. Qazvin possède plusieurs autres bâtiments de l'époque Sassanide. Le plus fameux de ceux-ci est peut-être la Maison Ali Qapu, aujourd'hui transformée en musée dans le centre de Qazvin.

### Mosquées Historiques
Après la conquête de l'Iran par l'Islam, l'abondante présence de mystiques (ascètes), ainsi que la prévalence de la tradition (Hadith), la jurisprudence religieuse (Fegh'h) et la philosophie à Qazvin ont permis l'éclosion de nombreuses mosquées et écoles religieuses (Madreseh) dont les plus belles et les mieux conservées sont :
- Mosquée Jame e Atigh : Une des plus vieilles mosquées d'Iran construite sous les ordres de Haroun ar-Rachid en 807. Malgré l'invasion mongole, la mosquée est toujours debout aujourd'hui.
- Mosquée Heidarieh : rénovée par Amir Khomar-tash après un tremblement de terre en 1119, l'histoire de cette mosquée remonte à la période pré-islamique, puisqu'un temple du feu s'élevait à son emplacement.
- Mosquée Al-nabi (Mosquée Soltani) : Avec une surface de 14 000 m2, cette mosquée est une des plus impressionnantes du passé, construite à la période Safavide.
- Mosquée Sanjideh : Une autre mosquée de Qazvin ayant une histoire pré-islamique, à l'emplacement d'un temple du feu. Sa forme présente est attribuée à l'époque Seldjoukide.
- Mosquée Panjeh Ali : Un ancien lieu de culte pour les membres du harem royal pendant l'époque Safavide.
- Mosquée-Madreseh Peighambarieh : Fondée en 1644 selon une inscription.
- Mosquée-Madreseh Molla Verdikhani : Fondée en 1648.
- Mosquée-Madreseh Salehieh : Fondée en 1845.
- Mosquée-Madreseh Sheikhol Islam : Rénovée en 1903.
- École Eltefatieh : Datant de la période Ilkhanide.
- Mosquée-Madreseh Sardar : Faite par deux frères, Hossein Khan et Hassan Khan Sardar en 1815, pour satisfaire une promesse qu'ils avaient faite s'ils revenaient victorieux d'une bataille contre les Russes.

### Églises et architecture Russe
Qazvin contient trois bâtiments construits par les Russes à la fin du XIXe siècle/début du XXe siècle : l'actuelle mairie (anciennement une salle de ballet), un réservoir d'eau et l'église Cantor où est enterré un pilote Russe.
D'après les explorateurs Pietro Della Valle (1586-1682), Jean-Baptiste Tavernier (1605-1689), Jean Chardin (1643-1713), et d'autres, il y eut beaucoup de chrétiens de diverses confessions qui ont vécu dans cette région pendant des siècles. Qazvin est l'endroit où est située l'église Saint Hripsime.

### Châteaux
Il reste dans la région des châteaux et des fortifications subsistant principalement du mouvement ismaélite depuis le Moyen Âge :
- Château d'Alamut
- Château Lambesar
- Château Shirkouh
- Château Qez Qaleh
- Château Shemiran
- Meimoon Ghal'eh
- Barajin Qaleh

### Tombes et mausolées

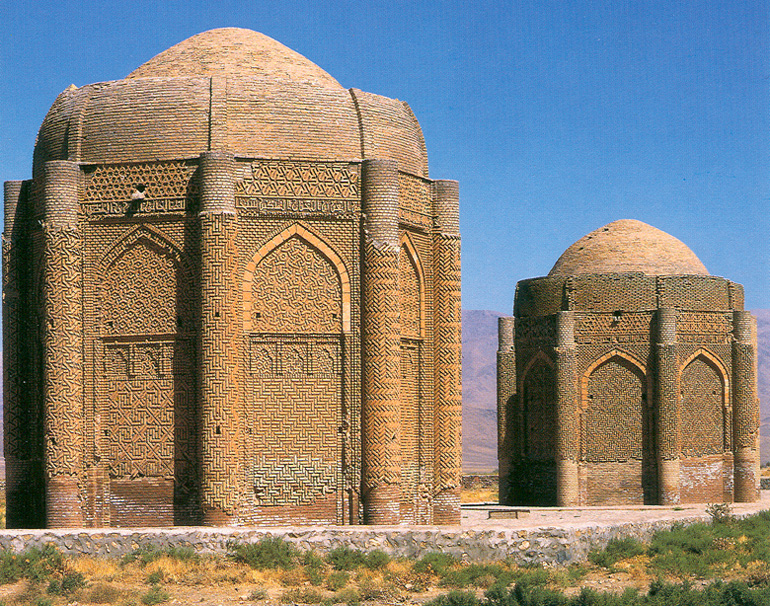
Les tours jumelles de Kharaghan, construites en 1067 dans la province de Qazvin.

Une des grandes attractions de la province de Qazvin sont les tombes de deux princes de l'époque Seldjoukide, Aboo Saeed Bijar, fils de Sad, et Aboo Mansoor Iltai fils de Takin, qui sont situées dans deux tours séparées connues sous le nom de tours jumelles de Kharaghan. Construites en 1067, ce sont les premiers monuments de l'architecture islamique qui possèdent un dôme non-conique à deux couches.
Malheureusement, les tours ont toutes deux été gravement endommagées par un tremblement de terre en mars 2003.
Les mausolées et tombes les plus populaires de la province de Qazvin sont :
- Imamzadeh Hossein
- Peighambarieh (où sont enterrés 4 prophètes juifs)
- Imamzadeh Ismail
- Ameneh Khatoon
- Zobeideh Khatoon (qui possède aussi un réservoir traditionnel unique)
- Imamzadeh Abazar
- Imamzadeh Abdollah et Imamzadeh Fazlollah à Farsajin
- Imamzadeh Vali à Ziaabad
- Imamzadeh Kamal in Ziaabad
- Imamzadeh Ali à Shekarnab
- Lieu de pèlerinage Haft Sandoogh
- Tombes de Hassan Abad et Shahkouh
- Soltan Veis
- Mausolée de Pir e Takestan
- Kafar Gonbad
- Tombe de Hamdollah Mostowfi
- Tombe de Imam Ahmad Ghazali
- Tombe de Molla Khalila
- Tombe de Shahid Sales
- Tombe deRaeesol Mojahedin
- Mausolée Peighambariyeh, dit « des quatre prophètes ». Il s'agirait de quatre prophètes juifs : Salam, Salum, Sahuli et Alqia [1].

### Bazaars et Caravansérails
Qazvin possède quelques exemples de Bazaars et caravansérails plusieurs fois centenaires :
- Complexe Sadol Saltaneh
- Qeisarieh
- Saray e Vazir
- Saray e Razavi (Shah)
- Saray e Hadj Reza
- Sadieh Bazaar
- Caravansérail Shah Abbasi d'Avaj
- Caravansérail Shah Abbasi de Mohammad Abad
- Caravansérail Hajib Shah Abbasi (Keikhosro)

Les autres attractions de la province de Qazvin incluent :
- Musée-Palais Chehel Sotun
- Hosseinieh Aminiha, un exemple traditionnel d'architecture résidentielle particulier à la Qazvin et sa région.
- Pont Shah Abbasi
- Bain traditionnel Safa
- Bain traditionnel Qajar

## Qazvinis célèbres

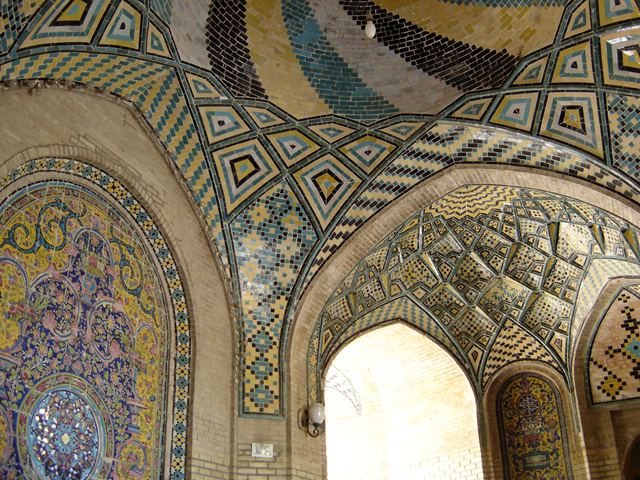
Artisanat au mausolée Shahzadeh Hossein.

Une abondance de scientifiques et de mystiques ont vécu dans la région de Qazvin, ou ont leurs tombes disséminées à travers les villes et villages de la province. Certains d'entre eux apparaissent dans la liste suivante :
- Shahzadeh Hossein : un saint chiite.
- Ali Akbar Dehkhoda : éminent linguiste et auteur du premier dictionnaire de Persan moderne, était originaire de Qazvin.
- Obeid Zakani : poète et satiriste du XIVe siècle (époque timouride), né à Qazvin.
- Oveis Qarani: une célébrité des débuts de l'Islam sûrement tué dans la province lors de combats avec une armée d'origine Deilamienne. Sa tombe est connue sous le nom de Sultan Veis.
- Hamdollah Mostowfi : Grand écrivain et historien de l'époque Ilkhanide (1281-1349) et auteur de l'Histoire choisie (Tarikh Gozideh), de Nezhatol Qoloub et de Zafar Nameh. Le dôme conique turquoise et les inscriptions en calligraphie Sols dans lesquelles sont présentées son arbre généalogique et ses œuvres sont les éléments distinguant sa tombe des autres monuments historiques de Qazvin.
- Imam Ahmad Ghazali : célèbre gnostique Iranien qui est mort en 1126 et qui fut enterré dans le Shahzadeh Hossein. Sa tombe devint jusqu'à la fin du XVIe siècle devint un lieu de pèlerinage pour les sectes mystiques. Sous la politique de Shah Tahmasp contre les philosophes et les mystiques, sa tombe fut détruite; mais un groupe de ses disciples emmena ses restes à l'endroit où ils peuvent être trouvés actuellement (Imamzadeh Ismail) et construisirent un nouveau mausolée pour lui. Le monument fut encore détruit sous le règne de Mohammad Shah Qajar pour être reconstruit par Majdol Islam Qazvini en 1910. À côté de la tombe de Ghazali se trouve une autre tombe appartenant à Soltan Seyed Mohammad Vali qui date de 1625.
- Molla Khalil Ibn Ghazi Qazvini : Célèbre juriste religieux (faghih) et commentateur du Coran à l'époque Safavide (mort en 1678).
- Ra'ees ol-Mojahedin : de son vrai nom Mirza Hassan Sheikhol Islam, fils de Mirza Massoud Sheikhol Islam, leader des libéraux et des constitutionnalistes de Qazvin dont l'engagement à se battre pour l'abolition de la dynastie Qajare et la conquête de Téhéran lui permit de gagner le titre de Raeesol Mojahedin (Chef des combattants).
- Ali Ibn Shäzän
- Ibn Majeh
- Kheirol Nesaj
- Ibrahim Estanbeh Heravi
- Razi-olddin Taleghani
- Noor-olddin Geeli
- Ali Ibn Ghazi Ibn Ahmad
- Imam-olddin Rafee
- Siah Kolah
- Vaez Qazvini
- Allameh Zarabadi
- Sheikh Alak Qazvini
- Davoud Ibn Soleiman Ghazi
- Pir e Sefid
- Pir e Alamdar
- Molla Abdolvahab Darolshafaee
- Mohammad Ibn Yahya: Commentateur du Qamoosol Loghat

## Qazvin aujourd'hui

### Agriculture
13 000 km2 sont cultivés dans la province, représentant 12 % des terres cultivées du pays. Ces terres cultivées sont alimentées en eau par des canaux souterrains, des puits plus ou moins profonds et des larges canaux d'irrigation prenant leur origine au barrage Sangban à Taleghan et Ziaran. Les produits de l'agriculture de cette région sont le raisin, la noisette, la pistache, l'amande, la noix, l'olive, la pomme, le blé, l'orge, la betterave sucrière, la grenade, la figue et les céréales. L'élevage est aussi développé dans la province.

### Industries
Durant les dernières décennies, Qazvin est devenu un des pôles en fort développement du pays, grâce à sa position préférentielle, située sur le chemin de fer et l'autoroute entre Téhéran et Tabriz.
Qazvin est aujourd'hui un centre de production du textile, dont le coton, la soie et le velours en addition au cuir.
Qazvin possède une des plus grandes centrales de production d'électricité en Iran, le complexe Shahid Raja'i qui fournit 7 % de l'électricité du pays.

### Universités
- Université internationale Imam Khomeini[2]
- Université Islamique libre de Takestan[3]
- Université Islamique libre de Qazvin[4]
- Université des sciences médicales de Qazvin[5]
- Institut technique Shahid Babaee[6]